# マイコン・チアゴ・ペレイラ・ジ・ソウザ
マイコン（Maicon）ことマイコン・チアゴ・ペレイラ・ジ・ソウザ（ポルトガル語: Maicon Thiago Pereira de Souza、1985年9月14日 - ）は、ブラジルのサッカー選手。ポジションはMF。

## クラブ歴
マドゥレイラEC出身で2007年にMSVデュースブルクに移籍した。2009年9月11日にフィゲイレンセFCにレンタル移籍すると2011年に完全移籍。2011シーズンの好調さから同年12月にはサンパウロFCに移籍した。この移籍について彼は「キャリアの最盛期にあって（新たなチームでやっていく事に対する）モチベーションも高い」と述べた。また自らを「チームを組織し、良いパスと良いシュートを供給できる」と述べた。移籍後初シーズンで早速良いパフォーマンスを見せ、SCコリンチャンス・パウリスタとのカンピオナート・ブラジレイロ・セリエAでのダービーでは2得点をあげて3-1の勝利の立役者になったにも関わらず、サポーターからの人気はなく、彼のサッカーの質も信用されてなかった。2013シーズンはクラブが降格の危機にあったため、ムリシ・ラマーリョ新監督は彼のポジションを変えた。降格圏脱出のためにガンソと組ませたのが奏功し、サンパウロの中盤に欠かせない選手となった。ラマーリョ監督は「マイコンは試合運びを知っている選手だ」と彼を評価していたので、サポーターから彼に対する批判には驚いたという。
2015年にグレミオFBPAに移籍。主将として臨んだコパ・リベルタドーレス2017では優勝し、FIFAクラブワールドカップ2017に出場したが、決勝戦では84分に3枚目の交代で投入されるに止まった。

## タイトル
フルミネンセ
- タッサ・リオ: 2005
- カンピオナート・カリオカ: 2005

マドゥレイラ
- タッサ・リオ: 2006

サンパウロ
- コパ・スダメリカーナ: 2012

グレミオFBPA
- コパ・ド・ブラジル: 2016
- コパ・リベルタドーレス: 2017
- レコパ・スダメリカーナ: 2018
- カンピオナート・ガウショ: 2018, 2019, 2020, 2021